# E107 (program)
Az e107 egy nyílt forráskódú tartalomkezelő rendszer, amelyet PHP-ban írtak, és a MySQL adatbázist használja. A portálrendszer teljes mértékben ingyenes, a GNU/GPL licenc feltételei szerint terjeszthető, illetve módosítható. A rendszer különböző kiegészítőkkel bővíthető, mint például pluginok és menük, valamint témák (theme), amelyek egyedi vizuális megjelenítést biztosítanak.

## A kiadások története
- 2007. október 27.: e107 Release 0.7.10 (majdnem kizárólag csak hibajavítások)
- 2007. október 5.: e107 Release 0.7.9 (majdnem kizárólag csak hibajavítások)
- 2007. február 17.: e107 Release 0.7.8 (majdnem kizárólag csak hibajavítások)
- 2006. december 7.: e107 Release 0.7.7 (hibajavítások)
- 2006. november 22.: e107 Release 0.7.6 (fejlesztések, hibajavítások és tökéletesítések)
- 2006. május 23.: e107 Release 0.7.5
- 2006. május 4.: e107 Release 0.7.4 (néhány hibát kijavítottak a 0.7.3-ból)
- 2006. május 3.: e107 Release 0.7.3 (biztonsági javítások)
- 2006. február 10.: e107 Release 0.7.2 (biztonsági javítások)
- 2006. január 18.: e107 Release 0.7.1 (hibajavítások)
- 2006. január 16.: e107 Release 0.7.0 (első hivatalos kiadása a 0.7-es verziónak)